# مارلين هاريس
مارلين هاريس (بالإنجليزية: Marilyn Harris)‏ هي ممثلة أمريكية، ولدت في 17 يوليو 1924 في الولايات المتحدة، وتوفيت في 1 ديسمبر 1999 بلوس أنجلوس في الولايات المتحدة بسبب سرطان.

## وصلات خارجية
- مارلين هاريس على موقع IMDb (الإنجليزية)
- مارلين هاريس على موقع قاعدة بيانات الفيلم (الإنجليزية)